# ElPozo Murcia Fútbol Sala
ElPozo Murcia Fútbol Sala è una squadra spagnola di calcio a 5 con sede a Murcia.
Tra le società più titolate di Spagna, nel suo palmarès figurano diciotto trofei all'attivo.

## Storia

### Debutto e prime stagioni in massima divisione
Fondata nel 1986, la squadra ha debuttato in prima divisione tre anni più tardi, nella stagione 1989-90, ottenendo la dapprima la salvezza in Division de Honor e mettendo quindi le basi per un periodo di alto livello, che si realizza con la partecipazione ai play-off nel 1990-91 e con il titolo di vicecampione della Liga nel 1991-92.

### Verso il primo titolo
Dopo due stagioni non brillanti, con due quinti posti nella Liga e una semifinale di coppa, la squadra murciana riprende il ruolo di protagonista del calcio a 5 spagnolo nel 1994-95 vincendo la Coppa nazionale e, nell'anno successivo, la Supercoppa. Dopo un anno di delusioni brucianti come due eliminazioni in semifinale sia in Coppa che in Campionato, il Murcia finalmente giunge al suo primo titolo nazionale durante la stagione 1997/1998 battendo in finale il CLM Talavera ed alzando per la prima volta il più ambito trofeo nazionale di Spagna. A questo si aggiunge pure la vittoria nella Coppa nazionale che permette al Murcia di centrare un prestigioso double. Nel 2001-02 la squadra vince la stagione regolare ma è sconfitta nella semifinale play-off per il titolo. La stagione successiva il Murcia conquista una seconda Coppa di Spagna che gli permetterà nella stagione 2003-04 di partecipare alla prima Coppa delle Coppe di calcio a 5 organizzata dalla LNFS. La vittoria finale sarà proprio appannaggio degli spagnoli che battono in finale l'AR Freixieiro con il punteggio di 7-3. Si tratta del punto più alto toccato dall'ElPozo nel suo cammino europeo.

### L'epoca d'oro (2005-2010)
Il secondo titolo nazionale spagnolo è stato conquistato al termine della stagione 2005-06 dopo una serratissima finale al meglio delle cinque gare con la compagine del Polaris World Fútbol Sala, dopo l'iniziale sconfitta per 7-3, la compagine di Murcia ha portato la serie sul 2-1 grazie alle vittorie in gara2 e gara3 per 5-2 e 3-2, sconfitta in gara4 per 3-2, ha avuto la meglio in gara5 il 24 maggio 2006 sul terreno amico per 4-2. A seguito di questa vittoria, il Murcia nella successiva stagione ha conquistato anche la Supercoppa spagnola e la Coppa Iberica.
Il terzo titolo è giunto durante la successiva stagione 2006-2007 dopo la seconda piazza nella stagione regolare. A coronamento di una serie di playoff iniziata in maniera titubante, il Murcia ha conquistato il campionato battendo 8-7 i campioni del mondo del Boomerang Interviú a Madrid, sconfiggendoli di nuovo per la seconda e determinante volta a Murcia per 3-2. La stagione si è così positivamente conclusa dopo la vittoria in Supercoppa di Spagna ed il terzo posto nella UEFA Futsal Cup. Nel 2008 la squadra murciana ha centrato anche la conquista, in febbraio, della sua quarta Coppa di Spagna, battendo in finale 2-1 il Mostoles.
Il quarto titolo per il Murcia arriva nella stagione 2008-2009 dopo aver superato una flessione verso metà anno che aveva costretto gli uomini di Duda a rincorrere sia l'InterMovistar che il Barcelona, il sorpasso all'ultima giornata sulla Maquina Verde ha permesso al Murcia di giocare la serie finale con il vantaggio casalingo. Oltre a questo, l'InterMovistar di fine stagione è apparsa meno brillante dopo la conquista della UEFA Futsal Cup 2008-2009, già a partire dalle semifinali dove i castigliani hanno avuto la meglio sul Pinto Fútbol Sala solo a gara tre e con minimo distacco. La stanchezza ha così permesso ai rossi murciani di vincere di misura ad Alcalà de Henares per 3-2 e di largheggiare in gara2 con il rotondo punteggio di 7-2, in cui spicca la cinquina di Vinícius.

## Cronistoria
| Cronistoria de ElPozo Murcia Fútbol Sala |
| --- |
| - 1989 · Fondazione de ElPozo Murcia Fútbol Sala. - 1989-90 · 4ª nel girone B di División de Honor. - 1990-91 · 3ª nel girone D di División de Honor. - 1991-92 · 1ª nel girone C di División de Honor. Finalista play-off scudetto. - 1992-93 · 3ª nel girone B di División de Honor. Semifinalista di Coppa di Spagna. - 1993-94 · 3ª nel girone A di División de Honor. Finalista di Coppa di Spagna. - 1994-95 · 3ª nel girone A di División de Honor. Vince la Coppa di Spagna (1º titolo). - 1995-96 · 3ª in División de Honor. Semifinalista play-off scudetto. Semifinalista di Coppa di Spagna. Vince la Supercoppa di Spagna (1º titolo). - 1996-97 · 4ª in División de Honor. Semifinalista play-off scudetto. - 1997-98 · 2ª in División de Honor, Campione di Spagna (1º titolo). Semifinalista di Coppa di Spagna. - 1998-99 · 6ª in División de Honor. Quarti di finale play-off scudetto. Finalista di Supercoppa di Spagna. 3ª in European Champions Tournament. - 1999-00 · 4ª in División de Honor. Quarti di finale play-off scudetto. Semifinalista di Coppa di Spagna. - 2000-01 · 3ª in División de Honor. Semifinalista play-off scudetto. - 2001-02 · 1ª in División de Honor. Semifinalista play-off scudetto. Finalista di Coppa di Spagna. - 2002-03 · 2ª in División de Honor. Finalista play-off scudetto. Vince la Coppa di Spagna (2º titolo). - 2003-04 · 2ª in División de Honor. Finalista play-off scudetto. Quarti di finale di Coppa di Spagna. Finalista di Supercoppa di Spagna. Vince la Coppa delle Coppe (1º titolo). - 2004-05 · 1ª in División de Honor. Finalista play-off scudetto. Quarti di finale di Coppa di Spagna. Semifinalista di Coppa UEFA. - 2005-06 · 1ª in División de Honor, Campione di Spagna (2º titolo). Semifinalista di Coppa di Spagna. - 2006-07 · 3ª in División de Honor, Campione di Spagna (3º titolo). Finalista di Coppa di Spagna. Vince la Supercoppa di Spagna (2º titolo). 3ª in Coppa UEFA. - 2007-08 · 1ª in División de Honor. Finalista play-off scudetto. Vince la Coppa di Spagna (3º titolo). Finalista di Supercoppa di Spagna. Finalista di Coppa UEFA. - 2008-09 · 1ª in División de Honor, Campione di Spagna (4º titolo). Finalista di Coppa di Spagna. Semifinalista di Supercoppa di Spagna. - 2009-10 · 1ª in División de Honor, Campione di Spagna (5º titolo). Vince la Coppa di Spagna (4º titolo). Vince la Supercoppa di Spagna (3º titolo). Turno élite di Coppa UEFA. - 2010-11 · 2ª in División de Honor. Quarti di finale play-off scudetto. Finalista di Coppa di Spagna. Semifinalista di Coppa del Re. Semifinalista di Supercoppa di Spagna. Turno élite di Coppa UEFA. - 2011-12 · 1ª in Primera División. Finalista play-off scudetto. Quarti di finale di Coppa di Spagna. Finalista di Coppa del Re. Semifinalista di Supercoppa di Spagna. - 2012-13 · 2ª in Primera División. Finalista play-off scudetto. Finalista di Coppa di Spagna. Finalista di Coppa del Re. Vince la Supercoppa di Spagna (4º titolo). Turno élite di Coppa UEFA. 4ª in Coppa Intercontinentale. - 2013-14 · 2ª in Primera División. Finalista play-off scudetto. Finalista di Coppa di Spagna. Finalista di Coppa del Re. Finalista di Supercoppa di Spagna. - 2014-15 · 3ª in Primera División. Finalista play-off scudetto. Quarti di finale di Coppa di Spagna. Semifinalista di Coppa del Re. Vince la Supercoppa di Spagna (5º titolo). - 2015-16 · 3ª in Primera División. Quarti di finale play-off scudetto. Finalista di Coppa di Spagna. Vince la Coppa del Re (1º titolo). - 2016-17 · 2ª in Primera División. Semifinalista play-off scudetto. Finalista di Coppa di Spagna. Vince la Coppa del Re (2º titolo). Vince la Supercoppa di Spagna (6º titolo). - 2017-18 · 3ª in Primera División. Semifinalista play-off scudetto. Quarti di finale di Coppa di Spagna. Ottavi di finale di Coppa del Re. Finalista di Supercoppa di Spagna. - 2018-19 · 2ª in Primera División. Finalista play-off scudetto. Finalista di Coppa di Spagna. Quarti di finale di Coppa del Re. - 2019-20 · 4ª in Primera División. Quarti di finale play-off scudetto. Semifinalista di Coppa di Spagna. Ottavi di finale di Coppa del Re. Finalista di Supercoppa di Spagna. Finalista di Champions League. 1º turno di Coppa Intercontinentale. - 2020-21 · 1ª in Primera División. Quarti di finale play-off scudetto. Quarti di finale di Coppa di Spagna. Finalista di Coppa del Re. - 2021-22 · 8ª in Primera División. Quarti di finale play-off scudetto. Finalista di Coppa di Spagna. 3º turno di Coppa del Re. Semifinalista di Supercoppa di Spagna. - 2022-23 · 5ª in Primera División. Quarti di finale play-off scudetto. Semifinalista di Coppa di Spagna. 3º turno di Coppa del Re. Semifinalista di Supercoppa di Spagna. - 2023-24 · 2ª in Primera División. Finalista play-off scudetto. Finalista di Coppa di Spagna. Ottavi di finale di Coppa del Re. |

## Allenatori
- 1989-1990 ·  Enrique Bernal
- 1989-1990 ·  Antonio Rincón
- 1990-1991 ·  José María Ferrández
- 1991-1993 ·  [Adolfo Ruiz - Díaz]
- 1993-1994 ·  Mario Ruiz - Díaz
- 1994-1995 ·  Miki
- 1995-1996 ·  Beto
- 1996-1998 ·  Paco García
- 1998-1999 ·  Paco García,  José María Ferrández
- 1999-2001 ·  José María Ferrández
- 2001-2018 ·  Duda
- 2018-2022 ·  Diego Giustozzi
- 2022-2024 ·  Javi Rodríguez
- 2024-2025 ·  Dani Martínez
- 2025- ·  Josan González

## Palmarès

### Competizioni nazionali
- Campionato spagnolo: 5

1997-1998, 2005-2006, 2006-2007, 2008-2009, 2009-2010
- Coppa di Spagna: 4

1994-1995, 2002-2003, 2007-2008, 2009-2010
- Coppa del Re: 2

2015-2016, 2016-2017
- Supercoppa di Spagna: 6

1995, 2006, 2009, 2012, 2014, 2016

### Competizioni internazionali
- Coppa delle Coppe: 1

2003-2004

### Altri piazzamenti
- UEFA Futsal Champions League

Finalista: 2007-2008, 2019-2020
- Coppa Intercontinentale

4º posto: 2013

## Organico

### Rosa
| N° | Naz.                                       | Ruolo | Sportivo          | Anno       |  |  |
| -- | ------------------------------------------ | ----- | ----------------- | ---------- |  |  |
| 5  | Brasile (bandiera)                         | DIF   | Léo Santana       | 27.03.1988 |  |  |
| 6  | Spagna (bandiera)                          | LAT   | Alberto García    | 10.09.1997 |  |  |
| 7  | Brasile (bandiera)                         | DIF   | Felipe Valério    | 08.07.1993 |  |  |
| 8  | Spagna (bandiera)                          | DIF   | Ricardo           | 21.02.2000 |  |  |
| 9  | Brasile (bandiera)                         | PIV   | Rafael Santos     | 25.09.1990 |  |  |
| 10 | Brasile (bandiera) · Kazakistan (bandiera) | LAT   | Taynan            | 12.03.1993 |  |  |
| 11 | Brasile (bandiera)                         | LAT   | Marcel Marques    | 26.07.1996 |  |  |
| 12 | Spagna (bandiera)                          | POR   | Juanjo            | 19.08.1985 |  |  |
| 14 | Spagna (bandiera)                          | LAT   | Fernando Aguilera | 17.10.1995 |  |  |
| 17 | Brasile (bandiera)                         | PIV   | Bruno Taffy       | 30.03.1990 |  |  |
| 23 | Spagna (bandiera)                          | DIF   | Darío Gil         | 07.02.1997 |  |  |
| 30 | Spagna (bandiera)                          | POR   | Juan Molina       | 26.12.1985 |  |  |
| 31 | Brasile (bandiera)                         | LAT   | Gadeia            | 17.10.1995 |  |  |

### Staff tecnico
- Javi Rodríguez - Allenatore
- Dani Martínez - Vice allenatore e preparatore atletico
- Fran Abellán - Fisioterapista
- Vinícius - Coordinatore